# Balanites triflora
Balanites triflora là một loài thực vật có hoa trong họ Zygophyllaceae. Loài này được Tiegh. miêu tả khoa học đầu tiên năm 1906.